# 곤트란쉐리에

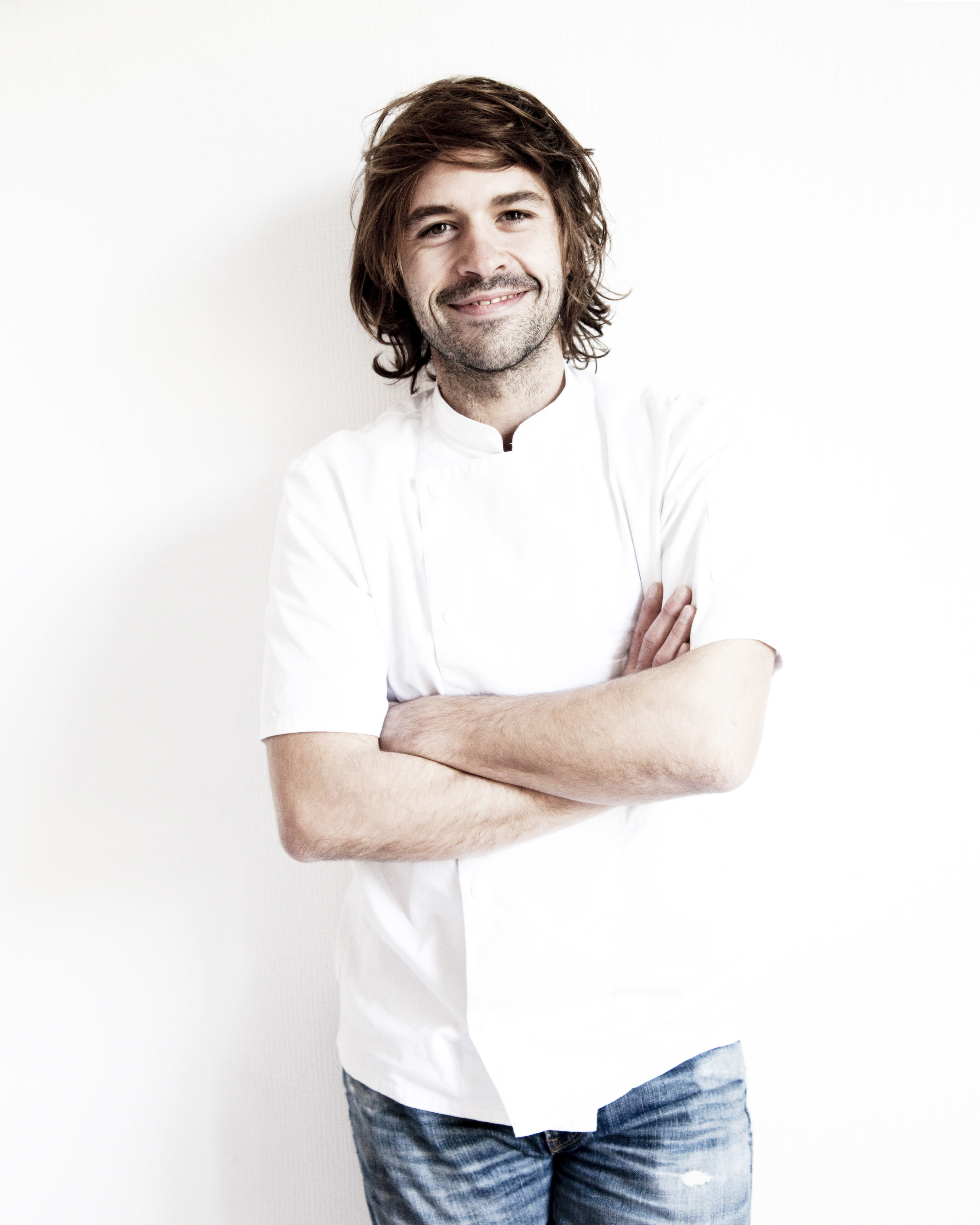
곤트란쉐리에

곤트란쉐리에(Gontran Cherrier)는 프랑스에서 시작한 베이커리로, 정식 명칭은 "곤트란쉐리에 블랑제리"(Gontran Cherrier Boulanger)이다.

### 매장 현황
- Gontran Cherrier 베이커리 셰프[1]가 2010년 첫 매장을 파리에 개장했다. 이후 파리에 4곳, 싱가포르 3곳, 도쿄 6곳의 매장을 열었고, 세계적인 인기를 얻으며 성장했다.
- 현재 한국 매장은 45곳이다. 그 중 서울에 22곳(서초서이초교점, 마포공덕점, 청담점, 한남점, 서초교대점, 공덕역점, 성수역점, 강남역점, 방학모비우스스퀘어점, 압구정현대아파트점, 성수낙낙점, 에스파스 드 곤트란쉐리에 압구정, 잠원점, 금천구청역점, 서초반포점, 잠실점, 개포점, 뉴서울호텔점, 여의도점, 합정점, 동부이촌점, 서래점) 경기 9곳 (과천점, 동탄점, 파주점, 일산차병원점, 경기광주점, 광명점, 의왕시 왕송호수점, 송도1호점, 정자점)강원 1곳 (춘천점), 경남 2곳(거제점, 부산해운대점), 대구는 대구테크노폴리스애비뉴스완점, 충청(오창센트럴점) 등등 많은 매장을 두고 있다. 서래마을에 1호점을 오픈한 이래 2021년에는 프리미엄 매장 'CG블랙하우스'를 오픈하기도 했다. 특히 CG블랙하우스 안국점은 빵과 함께 즐길 수 있도록 맥주를 준비하였고 다양한 프로모션도 진행했다.

### 특징
- 전통과 현대감각의 조화와 레시피 차별화를 위해 프랑스 현지의 원재료를 사용한다. 특히 밀가루에 주목했다. 밀가루는 프랑스 정부 최고급 품질 밀가루로, 라벨루즈 공식인증마크를 획득한 밀가루만 사용한다. 또한, 곤트란쉐리에 블랑제리가 사용하는 밀가루는 흰색이 아닌 베이지색인데 그 이유는 풍부한 양질의 비타민과 섬유질이 포함된 밀을 가공한 밀가루는 베이지색을 띄기 때문이다.

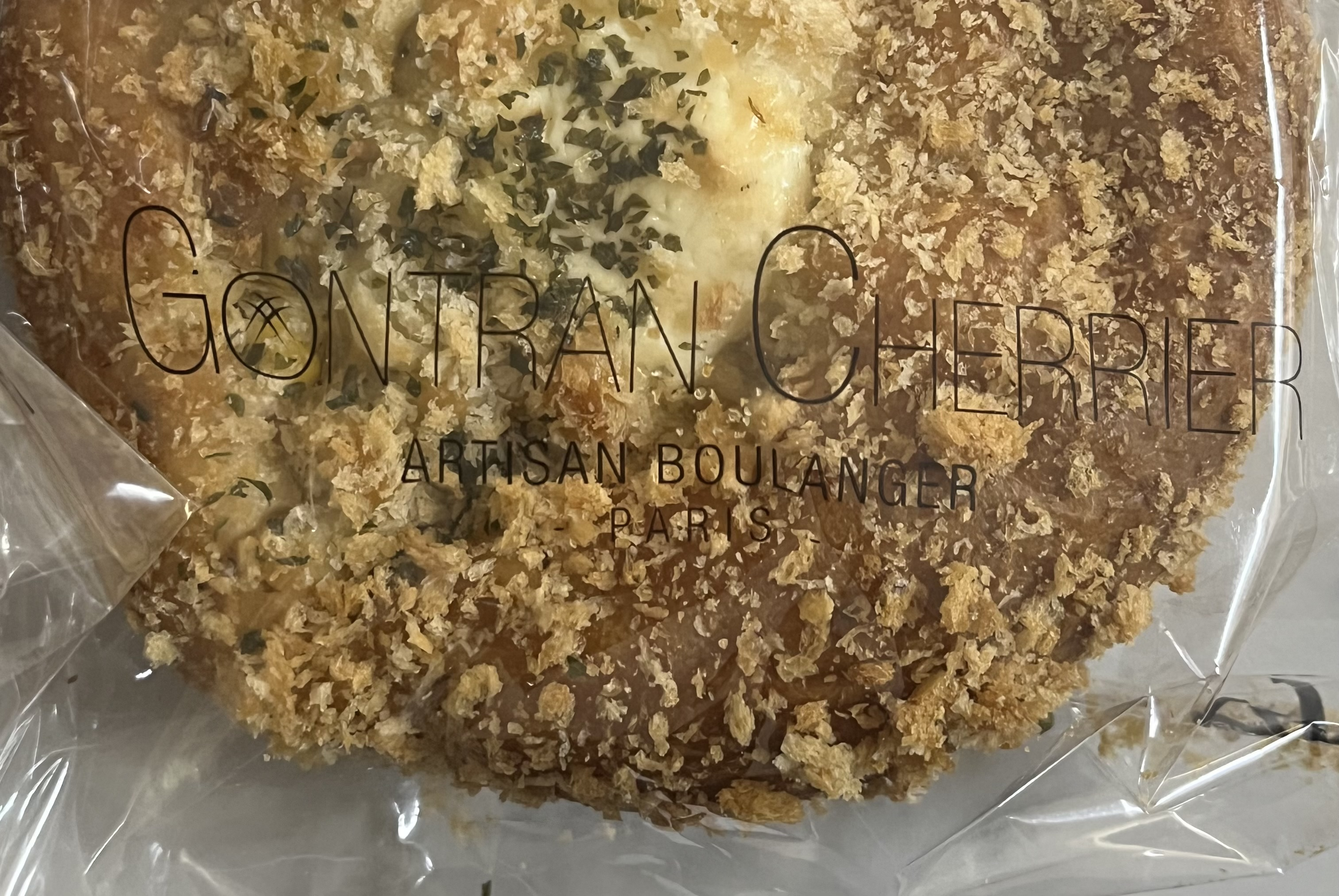
곤트란쉐리에에서 현재 판매 중인 빵 사진이다.

- 협업곤트란쉐리에에서 현재 판매 중인 빵 사진이다.2021년, 마켓컬리와 협업하여 당일 오후 11시까지 주문하면 다음날 새벽에 수령할 수 있도록 운영 중이다. 현재 마켓컬리 운영 메뉴는 플레인 크로플, 시나몬 크로플, 초코 크로플, 베리 아망드, 플레인 치아바타, 올리브 치아바타, 먹물 치즈 치아바타 등으로 총 7가지이다.
- 영업시간은 매일 8시부터 22시까지이다.
- 대표메뉴로는 바게트, 치아바타, 소금버터빵, 크로와상 등이 있고 각종 음료도 판매 중이다.
- 같은 종류의 빵을 하루에 3번씩 새롭게 굽는다. 미리 만들어놓고 포장해서 파는 제품과 다르게 무방부제, 신선한 재료를 사용한다.[2]

### 평판
- 한국기업평판연구소에서 진행한 2023년 3월 빅데이터 분석에 따른 제과제빵 전문점 브랜드 평판에서 15위를 차지했다. 이중, 1위는 뚜레쥬르, 2위는 성심당, 3위는 던킨도너츠이다.
- 가맹비가 국내 대기업 베이커리 브랜드보다 약 7배 높다. 더하여, 가맹점 사업자는 가맹비 뿐만 아니라 프랑스 본사에 로열티까지 부담한다. 그러나 국내 대기업 베리커리 브랜드보다 매출은 낮은 것으로 알려졌다.

### 인물
곤트란 쉐리에 - 1978년 프랑스 출생이다. 프랑스 파티시에 집안의 4대로 태어난 그는 L’Ecole Ferrandi, then I’Ecloe de Boulangerie et Patisserie De Paris 에서 공부를 했다. 그는 21세부터 미슐랭 3스타 레스토랑(L’Arpege – Alain Passard, Lucas Carton-Alain Sendrens)에서 근무한 이력이 있다.